# Belgia na Mistrzostwach Świata w Lekkoatletyce 2009
Belgia na Mistrzostwach Świata w Lekkoatletyce 2009 – reprezentacja Belgii podczas czempionatu w Berlinie liczyła 23 członków. Żadnemu reprezentantowi tego kraju nie udało się stanąć na podium.

## Występy reprezentantów Belgii

### Mężczyźni
- Bieg na 400 m
  - Kévin Borlée z czasem 45,28 zajął 12. miejsce w półfinale i nie awansował do kolejnej rundy
  - Cédric Van Branteghem z czasem 45,94 zajął 27. miejsce w eliminacjach i nie awansował do kolejnej rundy

- Bieg na 1500 m
  - Kristof Van Malderen z czasem 3:46,03 zajął 39. miejsce w eliminacjach i nie awansował do kolejnej rundy

- Bieg na 110 m przez płotki
  - Adrien Deghelt z czasem 13,78 zajął 34. miejsce w eliminacjach i nie awansował do kolejnej rundy
  - Damien Broothaerts z czasem 14,15 zajął 42. miejsce w eliminacjach i nie awansował do kolejnej rundy

- Bieg na 400 m przez płotki
  - Michael Bultheel z czasem 49.67 ustanowił rekord życiowy i zajmując 19. miejsce w eliminacjach nie awansował do kolejnej rundy

- Bieg na 3000 m z przeszkodami
  - Pieter Desmet z czasem 8:31,81 zajął 23. miejsce w eliminacjach i nie awansował do kolejnej rundy
  - Krijn Van Koolwijk z czasem 8:24,22 zajął 16. miejsce w eliminacjach i nie awansował do kolejnej rundy

- Sztafeta 4 x 400 m
  - Reprezentacja w składzie Kévin Borlée, Cédric Van Branteghem, Antoine Gillet, Nils Duerinck z czasem 3:01,88 zajęła 4. miejsce finale

- Skok o tyczce
- Kevin Rans z wynikiem 5,50 zajął 12. miejsce w finale

- Rzut oszczepem
  - Tom Goyvaerts z wynikiem 77,37 zajął 23. miejsce w eliminacjach i nie awansował do finału
  - Thomas Smet z wynikiem 70,35 zajął 39. miejsce w eliminacjach i nie awansował do finału

### Kobiety
- Bieg na 200 m
  - Olivia Borlée z czasem 23,42 zajęła 22. miejsce w półfinale i nie awansowała do kolejnej rudny

- Bieg na 100 m przez płotki
  - Eline Berings z czasem 12,94 ustanowiła nowy rekord Belgii i zajmując 14. miejsce w półfinale nie awansowała do kolejnej rundy
  - Elisabeth Davin nie ukończyła biegu eliminacyjnego

- Bieg na 400 m przez płotki
  - Elodie Ouedraogo z czasem 57,58 zajęła 23. miejsce w półfinale i nie awansowała do kolejnej rundy

- Sztafeta 4 x 100 m
  - Reprezentacja w składzie Olivia Borlée, Hanna Mariën, Élodie Ouédraogo, Anne Zagré z wynikiem 43,99 zajęła 12. miejsce w eliminacjach i nie awansowała do finału

- Trójskok
  - Swietłana Bolszakowa z wynikiem 13,89 zajęła 20. miejsce i nie awansowała do finału

- Siedmiobój
  - Sara Aerts nie ukończyła rywalizacji